# إدغار كيلي
إدغار كيلي هو سياسي أمريكي، ولد في 23 نوفمبر 1851، وتوفي في 29 يونيو 1929. نشط حزبياً في الحزب الجمهوري. وقد انتخب عضو مجلس نواب داكوتا الجنوبية ‏.